# Karin Løhde
Karin Løhde (født 8. februar 1948) er en dansk kunsthandler og politiker, der var borgmester i Birkerød Kommune i perioderne 1989-1990 og 1994-1998, valgt for partiet Venstre.
Karin Løhde er handelsuddannet og har bl.a. arbejdet i Ministerrådet i Bruxelles og som sekretær i Arbejdsministeriet. Hun blev i 1986 valgt som 1. suppleant til byrådet i Birkerød for Venstre. Karin Løhde bestred posten som borgmester i Birkerød Kommune af to omgange. Hun overtog første gang borgmesterposten midt i perioden fra Bent Pedersen i 1989 og sad frem til 1990. Anden gang hun blev valgt som borgmester var for perioden fra 1994 til 1998. Året efter forlod hun politik.
I dag driver hun forretningen Porcelænskælderen, der handler med håndmalede stel fra Royal Copenhagen og Bing & Grøndahl. Forretningen er beliggende i Læderstræde, Indre By, København.
Karin Løhde er mor til MF Sophie Løhde.